# Адміністративний поділ Греції (1997)
Адміністративний поділ Греції, впроваджений 1997 року, передбачав 4 рівні управління.
В основу поділу покладено 13 периферій Греції — верхній рівень (грец. περιφέρεια). Периферії поділені на 50 адміністративних одиниць другого рівня: 45 префектур, або номів (грец. νομός), 3 гіперномархії (грец. υπερνομαρχία), 2 номархії та автономний регіон — гора Афон. На третьому рівні Греція була адміністративно поділена на 1038 общин: міські общини (деми, муніципалітети — грец. δήμος) та сільські общини (грец. κοινότητα). Адміністративні одиниці четвертого рівня називаються місцевими районами. До реформи 2006 року вони поділялись на муніципальні (грец. δημοτικό διαμέρισμα) та сільські райони (грец. τοπικό διαμέρισμα).
На початку 2010 року грецький уряд оголосив про намір здійснити адміністративну реформу, яка передбачає скорочення числа муніципалітетів до 370. 27 травня 2010 року грецький парламент прийняв проект нового районування під назвою «Програма Каллікратіса». Відтак поділ на номи був скасований, проте новий адміністративний поділ Греції діє з 2011 року

## Периферії Греції
| Карта Греції | Номер                      | Периферії | Столиця | Площа, км² | Населення |
| ------------ | -------------------------- | --------- | ------- | ---------- | --------- |
|              |                            |           |         |            |           |
| 1            | Аттика                     | Афіни     | 3 808   | 3 761 810  |           |
| 2            | Центральна Греція          | Ламія     | 15 549  | 605 329    |           |
| 3            | Центральна Македонія       | Салоніки  | 18 811  | 1 871 952  |           |
| 4            | Крит                       | Іракліон  | 8 259   | 601 131    |           |
| 5            | Східна Македонія та Фракія | Комотіні  | 14 157  | 611 067    |           |
| 6            | Епір                       | Яніна     | 9 203   | 353 820    |           |
| 7            | Іонічні острови            | Керкіра   | 2 307   | 212 984    |           |
| 8            | Північні Егейські острови  | Мітилена  | 3 836   | 206 121    |           |
| 9            | Пелопоннес                 | Каламата  | 15 490  | 638 942    |           |
| 10           | Південні Егейські острови  | Ермуполіс | 5 286   | 302 686    |           |
| 11           | Фессалія                   | Лариса    | 14 037  | 753 888    |           |
| 12           | Західна Греція             | Патри     | 11 350  | 740 506    |           |
| 13           | Західна Македонія          | Козані    | 9 451   | 301 522    |           |
| —            | Айон Орос (автономія)      | Карієс    | 390     | 2 262      |           |

## Гіперноми Греції
| Афіни-Пірей - ном Афіни - ном Пірей | Драма-Кавала-Ксанті - ном Драма - ном Кавала - ном Ксанті | Родопі-Еврос - ном Родопі - ном Еврос |

## Номи Греції

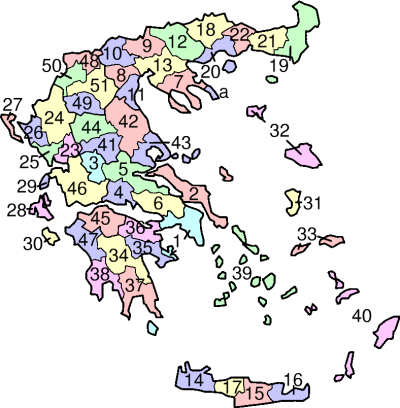
Номи Греції

Аттика
1. Аттика
1.1. Афіни
1.2. Східна Аттика
1.3. Пірей
1.4. Західна Аттика
Центральна Греція
2. Евбея
3. Евританія
4. Фокіда
5. Фтіотида
6. Беотія
Центральна Македонія
7. Іматія
8. Кілкіс
9. Пієрія
10. Пелла
11. Салоніки
12. Серре
13. Халкідіки
Крит
14. Ханья
15. Ретимно
16. Ласітіон
17. Іракліон
Східна Македонія та Фракія
18. Драма
19. Еврос
20. Кавала
21. Родопі
22. Ксанті
Епір
23. Арта
24. Яніна
25. Превеза
26. Теспротія
Іонічні острови
27. Керкіра
28. Кефалінія
29. Лефкас
30. Закінф
Північні Егейські острови
31. Хіос
32. Лесбос
33. Самос
Західна Македонія
48. Флорина
49. Гревена
50. Касторія
51. Козані
Пелопоннес
34. Аркадія
35. Арголіда
36. Коринфія
37. Лаконія
38. Мессинія
Фессалія
41. Кардиця
42. Лариса
43. Магнісія
44. Трикала
Західна Греція
45. Ахея
46. Етолія і Акарнанія
47. Еліда
Південні Егейські острови
39. Кіклади
40. Додеканес